# Ronde van Frankrijk 1981
De 68e editie van de Ronde van Frankrijk ging op 25 juni 1981 van start in het Zuid-Franse Nice en voerde via de Pyreneeën, Nantes, Brussel, Mulhouse en de Franse Alpen met de klok mee naar de Champs-Élysées in Parijs, waar de wielerwedstrijd op 19 juli 1981 eindigde.
De 26-jarige Fransman Bernard Hinault boekte een derde eindoverwinning in La Grande Boucle, nadat hij in 1980 moest opgeven wegens een knieblessure. Zijn voorsprong op de nummer twee in het klassement, Lucien Van Impe, bedroeg bijna een kwartier. Opvallende bijrollen waren weggelegd voor de debutanten Phil Anderson en Peter Winnen, beiden 23 jaar oud. Anderson droeg één dag de gele trui en was de enige die tot de Alpen in het spoor van klassementsleider Hinault wist te blijven. Hij werd uiteindelijk tiende. Winnen zette een traditie voort door als Nederlander in de etappe naar l'Alpe d'Huez te zegevieren. Hij werd vijfde in het klassement en was de beste jongere. Joop Zoetemelk, de winnaar in 1980, kwam deze editie niet verder dan een vierde plek.

## Verloop
Aan de start in Nice verschenen vier voormalige winnaars van de Ronde; Joop Zoetemelk (1980), Bernard Hinault (1978, 1979), Bernard Thévenet (1975, 1977) en Lucien Van Impe (1976). Regerend wereldkampioen Hinault stak in de proloog zijn ambitie om de Ronde voor de derde keer te winnen niet onder stoelen of banken. De Fransman, die in 1980 moest opgeven vanwege een knieblessure, won de proloog en pakte over de 5,8 kilometer meteen 23 seconden voorsprong op Zoetemelk, die 14e werd.
De Nederlandse Tourwinnaar van 1980 wist dankzij twee door zijn team TI-Raleigh gewonnen ploegentijdritten de achterstand om te buigen in een voorsprong van ruim twee minuten, maar in de vijfde etappe, de enige Pyreneeënrit van 1981, moest hij opnieuw flink toegeven. Van Impe won met een halve minuut voorsprong op Hinault, de Australische debutant Phil Anderson en de Spanjaard Alberto Fernández. De rest van de renners werd op minuten gereden. Zoetemelk verloor ruim zes minuten en werd 51e in de etappe. Anderson mocht de gele trui aantrekken, maar verloor deze een dag later aan Hinault, die in een tijdrit opnieuw huishield.
Vervolgens trok de Tour via West-Frankrijk naar België. De Nederlander Ad Wijnands won in drie dagen tijd twee etappes, de Belg Daniel Willems won de etappe over de kasseien tussen Compiègne en Roubaix. Freddy Maertens won in Brussel en Hasselt respectievelijk zijn derde en vierde etappe in deze ronde. In Mulhouse won Hinault de tweede lange individuele tijdrit. Daags voor de eerste etappe in de Alpen was zijn voorsprong in het klassement 2'58" op Anderson en 6'37" op Gilbert Duclos-Lassalle. Zowel Anderson als Duclos-Lassalle verloren echter veel tijd in de bergritten.
De drie etappes in de Alpen werden gewonnen door respectievelijk Robert Alban, Peter Winnen en Hinault. De Nederlandse debutant Winnen maakte indruk in de rit naar de 'Hollandse berg' l'Alpe d'Huez; hij won en nam de witte trui voor beste jongere over van Anderson, die 17 minuten verloor. Zoetemelk wist in de Alpen zijn klassement te redden en rukte op naar een uiteindelijke vierde plaats. De derde en laatste tijdrit was opnieuw een prooi voor Hinault, die zijn voorsprong op Van Impe, nummer twee in het klassement, uitbouwde tot bijna een kwartier. Daniel Willems won zijn tweede rit, werd tweede in de laatste tijdrit, maar moest in de voorlaatste etappe opgeven. Deze etappe werd gewonnen door Johan van der Velde, die eerder in de tweede etappe naar Martigues al gezegevierd had. De slotetappe naar de Avenue des Champs-Élysées in Parijs werd gewonnen door Maertens; de vijfde ritzege van de winnaar van de groene trui in deze Ronde.

## Etappe-overzicht
| datum   | etappe  | route                             | afstand | winnaar             | gele trui        |
| ------- | ------- | --------------------------------- | ------- | ------------------- | ---------------- |
| 25 juni | Proloog | Nice (ITT)                        | 5,8 km  | Bernard Hinault     | Bernard Hinault  |
| 26 juni | 1a      | Nice - Nice                       | 97 km   | Freddy Maertens     | Bernard Hinault  |
|         | 1b      | Nice - Nice (TTT)                 | 45 km   | TI-Raleigh          | Gerrie Knetemann |
| 27 juni | 2       | Nice - Martigues                  | 254 km  | Johan van der Velde | Gerrie Knetemann |
| 28 juni | 3       | Martigues - Narbonne-Plage        | 232 km  | Freddy Maertens     | Gerrie Knetemann |
| 29 juni | 4       | Narbonne - Carcassonne (TTT)      | 77 km   | TI-Raleigh          | Gerrie Knetemann |
| 30 juni | 5       | Saint-Gaudens - Saint-Lary-Soulan | 117 km  | Lucien Van Impe     | Phil Anderson    |
| 1 juli  | 6       | Nay - Pau (ITT)                   | 26 km   | Bernard Hinault     | Bernard Hinault  |
| 2 juli  | 7       | Pau - Bordeaux                    | 227 km  | Urs Freuler         | Bernard Hinault  |
| 3 juli  | 8       | Rochefort - Nantes                | 182 km  | Ad Wijnands         | Bernard Hinault  |
| 4 juli  | Rustdag | Rustdag                           | Rustdag | Rustdag             | Rustdag          |
| 5 juli  | 9       | Nantes - Le Mans                  | 196 km  | René Martens        | Bernard Hinault  |
| 6 juli  | 10      | Le Mans - Aulnay-sous-Bois        | 264 km  | Ad Wijnands         | Bernard Hinault  |
| 7 juli  | 11      | Compiègne - Roubaix               | 245 km  | Daniel Willems      | Bernard Hinault  |
| 8 juli  | 12a     | Roubaix - Brussel                 | 107 km  | Freddy Maertens     | Bernard Hinault  |
|         | 12b     | Brussel - Zolder                  | 133 km  | Eddy Planckaert     | Bernard Hinault  |
| 9 juli  | 13      | Beringen - Hasselt                | 157 km  | Freddy Maertens     | Bernard Hinault  |
| 10 juli | 14      | Mulhouse - Mulhouse (ITT)         | 38 km   | Bernard Hinault     | Bernard Hinault  |
| 11 juli | 15      | Besançon - Thonon-les-Bains       | 231 km  | Sean Kelly          | Bernard Hinault  |
| 12 juli | 16      | Thonon-les-Bains - Morzine        | 199 km  | Robert Alban        | Bernard Hinault  |
| 13 juli | Rustdag | Rustdag                           | Rustdag | Rustdag             | Rustdag          |
| 14 juli | 17      | Morzine - l'Alpe d'Huez           | 230 km  | Peter Winnen        | Bernard Hinault  |
| 15 juli | 18      | Bourg d'Oisans - Le Pleynet       | 131 km  | Bernard Hinault     | Bernard Hinault  |
| 16 juli | 19      | Veurey-Voroize - Saint-Priest     | 117 km  | Daniel Willems      | Bernard Hinault  |
| 17 juli | 20      | Saint-Priest - Saint-Priest (ITT) | 46 km   | Bernard Hinault     | Bernard Hinault  |
| 18 juli | 21      | Auxerre - Fontenay-sous-Bois      | 207 km  | Johan van der Velde | Bernard Hinault  |
| 19 juli | 22      | Fontenay-sous-Bois - Parijs       | 186 km  | Freddy Maertens     | Bernard Hinault  |

## Eindklassementen

### Algemeen klassement
| rang | naam                    | ploeg            | tijd      |
| ---- | ----------------------- | ---------------- | --------- |
|      | Bernard Hinault         | Renault-Elf      | 96u 19'38 |
| 2    | Lucien Van Impe         | Boston-Mavic     | + 14'34"  |
| 3    | Robert Alban            | La Redoute       | + 17'04"  |
| 4    | Joop Zoetemelk          | TI-Raleigh       | + 18'21"  |
| 5    | Peter Winnen            | Capri Sonne      | + 20'26"  |
| 6    | Jean-René Bernaudeau    | Peugeot-Esso     | + 23'02"  |
| 7    | Johan De Muynck         | Wickes-Splendor  | + 24'25"  |
| 8    | Sven-Åke Nilsson        | Wickes-Splendor  | + 24'37"  |
| 9    | Claude Criquielion      | Wickes-Splendor  | + 26'18"  |
| 10   | Phil Anderson           | Peugeot-Esso     | + 27'00"  |
| 11   | Fons De Wolf            | Vermeer Thijs    | + 28'53"  |
| 12   | Johan van der Velde     | TI-Raleigh       | + 29'46"  |
| 13   | Marcel Tinazzi          | Sem-France Loire | + 30'03"  |
| 14   | Paul Wellens            | Sunair-Sport 80  | + 32'09"  |
| 15   | Mariano Martínez        | La Redoute       | + 32'16"  |
| 16   | Eddy Schepers           | DAF Trucks       | + 33'27"  |
| 17   | Raymond Martin          | Miko-Mercier     | + 33'41"  |
| 18   | Michel Laurent          | Peugeot-Esso     | + 34'41"  |
| 19   | Jean-François Rodriguez | Renault-Elf      | + 38'32"  |
| 20   | Graham Jones            | Peugeot-Esso     | + 41'06"  |

Rode lantaarn:
| 121 | Faustino Cueli | Teka | + 4u 29'54" |

### Puntenklassement
| rang | naam             | ploeg           | punten |
| ---- | ---------------- | --------------- | ------ |
|      | Freddy Maertens  | Sunair-Sport 80 | 428    |
| 2    | William Tackaert | DAF Trucks      | 222    |
| 3    | Bernard Hinault  | Renault-Elf     | 184    |

### Bergklassement
| rang | naam                 | ploeg        | punten |
| ---- | -------------------- | ------------ | ------ |
|      | Lucien Van Impe      | Boston-Mavic | 284    |
| 2    | Bernard Hinault      | Renault-Elf  | 222    |
| 3    | Jean-René Bernaudeau | Peugeot-Esso | 168    |

### Jongerenklassement
| rang | naam               | ploeg           | tijd       |
| ---- | ------------------ | --------------- | ---------- |
|      | Peter Winnen       | Capri Sonne     | 96u 40'04" |
| 2    | Claude Criquielion | Wickes-Splendor | + 5'52"    |
| 3    | Phil Anderson      | Peugeot-Esso    | + 6'34"    |

### Ploegenklassement
| rang | ploeg        | ploegleider      | tijd |
| ---- | ------------ | ---------------- | ---- |
| 1    | Peugeot-Esso | Maurice De Muer  |      |
| 2    | enault-Elf   | Cyrille Guimard  |      |
| 3    | Capri Sonne  | Walter Godefroot |      |

 winnaars gele trui · 
 puntenklassement · 
 bergklassement · 
 jongerenklassement · 
 tussensprintklassement · 
 combinatieklassement · 
 ploegenklassement · 
 strijdlust · 
rode lantaarn
records · meeste deelnames · ranglijst etappewinnaars · bekende beklimmingen · valpartijen · dopinggevallen · Grand Départ · Souvenir Henri Desgrange
1903 · 
1904 · 
1905 · 
1906 · 
1907 · 
1908 · 
1909 · 
1910 · 
1911 · 
1912 · 
1913 · 
1914 ·
1915 ·
1916 ·
1917 ·
1918 · 
1919 · 
1920 · 
1921 · 
1922 · 
1923 · 
1924 · 
1925 · 
1926 · 
1927 · 
1928 · 
1929 · 
1930 · 
1931 · 
1932 · 
1933 · 
1934 · 
1935 · 
1936 · 
1937 · 
1938 · 
1939 · 
1940 ·
1941 ·
1942 ·
1943 ·
1944 ·
1945 ·
1946 ·
1947 · 
1948 · 
1949 · 
1950 · 
1951 · 
1952 · 
1953 · 
1954 · 
1955 · 
1956 · 
1957 · 
1958 · 
1959 · 
1960 · 
1961 · 
1962 · 
1963 · 
1964 · 
1965 · 
1966 · 
1967 · 
1968 · 
1969 · 
1970 · 
1971 · 
1972 · 
1973 · 
1974 · 
1975 · 
1976 · 
1977 · 
1978 · 
1979 · 
1980 · 
1981 · 
1982 · 
1983 · 
1984 · 
1985 · 
1986 · 
1987 · 
1988 · 
1989 · 
1990 · 
1991 · 
1992 · 
1993 · 
1994 · 
1995 · 
1996 · 
1997 · 
1998 · 
1999 · 
2000 · 
2001 · 
2002 · 
2003 · 
2004 · 
2005 · 
2006 · 
2007 · 
2008 · 
2009 · 
2010 · 
2011 · 
2012 · 
2013 · 
2014 · 
2015 · 
2016 · 
2017 · 
2018 · 
2019 ·
2020 · 
2021 · 
2022 · 
2023 · 
2024 · 
2025